# 因幡犬
因幡犬（いなばいぬ）は、鳥取県原産の日本犬の一種である。

## 概要
鳥取県東部の八頭地方で猟犬として活躍していた地犬である。
日本には開国を皮切りに洋犬が入ってきて、鳥取県も例外ではなく1891年（昭和24年）頃に県の役人が連れてきた。洋犬との交雑や日本犬同士の交配により純血や地方の特色が失われていった。これに危機感を覚えた尾崎益三は故郷鳥取の地犬の調査と保存を始めた。
尾崎の調査によれば因幡東部や南部では混血犬としか見られなかったが、中部では良質な犬が見受けられ大切に飼育されていた。中には血統に注意を払った犬もいて、日本犬保存会の標準体型に近い犬もいた。この中から第四回日本犬保存会本部展で小型牡一席となって推奨犬となった『力号』がいた。この地方の日本犬は数は少なかったものの純血度は高く、岩見地方の石州犬にも負けない良質な犬であった。その後も各地に出て行って日本犬保存会の推奨犬になるものもいた。
因幡犬と石州犬の2頭を飼育していた尾崎は次第に両方の長所を生かしたいと考えるようになった。そこで因幡犬の形態改良や悍威高いものとするために、石州犬の血を加えたことで山陰柴犬が誕生した。

## 特徴
石州犬とは相対的に見て大きな違いはなかった。毛色はよく冴えた赤毛であり、他にも白毛や胡麻毛もあった。